# Сьюдад-Сердан
Сьюдад-Сердан (исп. Ciudad Serdán) — город в Мексике, штат Пуэбла, административный центр муниципалитета Чальчикомула-де-Сесма. 

## География и климат
Территория города и его окрестностей сочетает равнинные и гористые участки, долины с разнообразной растительностью: кустарники, кактусы, травы, водоросли, грибы, папоротники, мхи и различные фрукты (земля здесь очень плодородна).  Это крупная возвышенность, главная в регионе, и основная лесная зона, встречается и высокогорный луг, и нетающие снега.
В горах климат холодный, а в долинах — умеренный. В гористой части низкие температуры достигают 0℃ в сентябре и декабре. Сильные морозы приводят к гибели урожая в регионе. Сезон дождей приходится на май, июнь, июль и август.

## Экономика
Большая часть населения занимается торговлей или сельским хозяйством. Однако последнее сильно пострадало из-за изменения климата и стоимости продуктов на местном рынке, поэтому 28 культур, которые здесь выращивали в 1940-х годах, в настоящее время преобладают только шесть. Основным агропродуктом является кукуруза, во многом из-за адаптации, которую она претерпела во время указанного изменения климата.